# Агарич, Хория
Хория Агарич или Агаричи (рум. Horia Agarici; 6 апреля 1911 — 13 июля 1982) — румынский лётчик-ас, командир эскадрильи во время Второй мировой войны. Сбил первый неприятельский бомбардировщик над территорией Румынии.

## Биография
Матерью лётчика была Виорика Агарич. Бо́льшую часть своей юности он прожил в Яссах. В 1931—1933 годах учился в авиашколах Бухареста и Текуча (1933—1934), стал пилотом Королевских Военно-воздушных сил Румынии.
После окончания стажировки, получил назначение в 1-ю истребительную авиафлотилию ВВС Румынии.
После начала Второй мировой войны и операции «Барбаросса» был направлен в части ПВО Констанцы в г. Мамая (в Северной Добруджи), для защиты с воздуха от советских бомбардировок береговой линии и железнодорожных путей между Констанцей и Бухарестом.
Вскоре стал широко известным в своей стране: 23 июня 1941 года на неисправном Hawker Hurricane ему удалось сбить первый неприятельский советский бомбардировщик над территорией Румынии. К тому же родной брат лётчика был известным композитором и написал на следующий день песню «Агаричи сбивает большевиков», ставшую очень популярной, которая использовалась для пропаганды режима Антонеску.
К середине 1941 года по его словам, сбил ещё 2 самолёта противника и заработал статус аса.
В 1942 году Хория Агарич был назначен командиром 52-го авиаэскадрильи в Мамая, которая обеспечивала защиту маршрутов поставок в Чёрном море. В 1943 году назначен командиром 7-й истребительной группы на Восточном фронте, начальником Бюро операций.
В начале 1944 года, будучи командиром 58-й истребительной эскадрильей, был подбит истребителями ВВС США и совершил вынужденную посадку.
Его имя оставалось популярным до осени 1944 года. После прихода к власти коммунистов, был уволен из ВВС, арестован и несколько лет провёл в тюрьме. В 1953—1955 годах был выслан в село Бейдауд (жудец Тулча).
В 1955 году был лишен звания и работал сантехником в городе Констанце. Восстановлен в звании в 1965 году.
Умер в 1982 году и был похоронен с военными почестями.
Среди ряда наград удостоен орденом Короны Румынии с мечами и немецким Железным крестом.